# Sabine Stachwitz
Sabine Stachwitz (* 1. November 1943 in Dresden) war zwischen 2009 und 2012 Staatssekretärin im Justizministerium des Landes Brandenburg.

## Leben und Beruf
Nach dem Abitur 1963 in Dortmund studierte Stachwitz von 1964 bis 1970 Rechtswissenschaften in München und Münster. Nach der Referendariatszeit im Bezirk des Oberlandesgerichts Hamm schloss sie 1973 das zweite juristische Staatsexamen ab und wurde Richterin am Amtsgericht Münster.
Nach der Wende leistete das Land Nordrhein-Westfalen Aufbauhilfe bei der Entwicklung der Justiz in Brandenburg. Stachwitz wurde 1991 an das damalige Kreisgericht Oranienburg abgeordnet und übernahm dort 1992 die Funktion der Direktorin. Anschließend war sie von 1993 bis zu ihrem Eintritt in den Ruhestand 2008 Direktorin des Amtsgerichts Oranienburg.
Sabine Stachwitz ist verheiratet und hat zwei erwachsene Söhne.

## Politik
Stachwitz ist parteilos. Vom 6. November 2009 bis zum 31. Oktober 2012 war sie Staatssekretärin im von Volkmar Schöneburg (Die Linke) geführten Ministerium der Justiz des Landes Brandenburg. Seit dem 1. November 2012 befindet sie sich im Altersruhestand.